# Bettina Hoffmann (Politikerin)

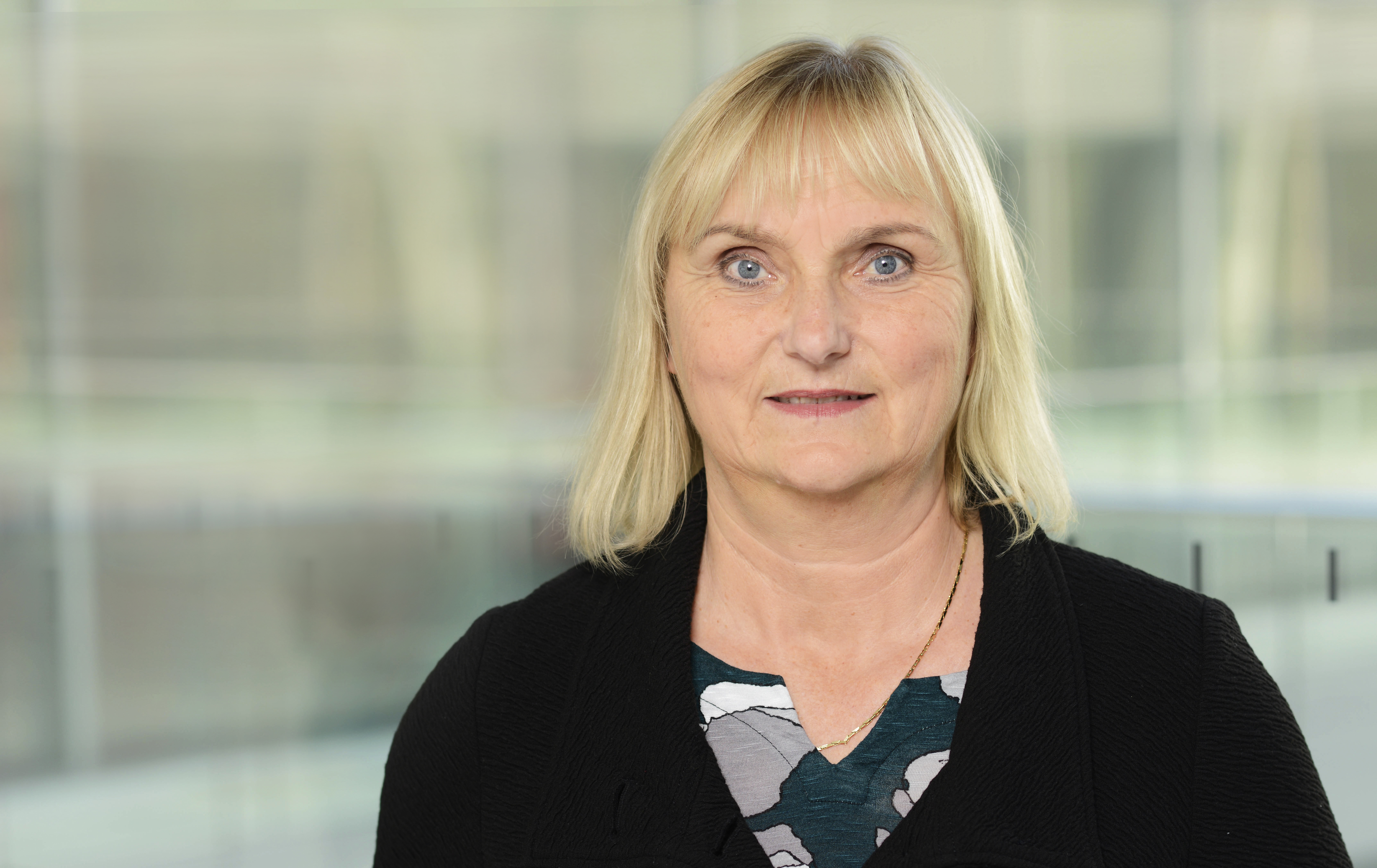
Bettina Hoffmann (2017)

Bettina Hoffmann (* 18. Januar 1960 in Heimboldshausen) ist eine deutsche Politikerin (Bündnis 90/Die Grünen) und Biologin. Sie war von 2017 bis März 2025 Abgeordnete im Deutschen Bundestag und war von 2021 bis 2025 Parlamentarische Staatssekretärin bei der Bundesministerin für Umwelt, Naturschutz, nukleare Sicherheit und Verbraucherschutz.

## Biographie
Nach Abitur, Studium der Biologie und Promotion war sie in ihrem Beruf tätig. Von 1999 bis 2017 war sie Geschäftsführerin einer Agentur für Planung und Kommunikation. Hoffmann ist verheiratet, Mutter zweier Kinder und evangelischer Konfession.

## Partei und Politik
Hoffmann ist seit 1997 Stadtverordnete von Niedenstein und war von 2001 bis 2006 Kreistagsabgeordnete und 2007 bis 2017 ehrenamtliche Kreisbeigeordnete im Schwalm-Eder-Kreis. Von 2011 bis 2017 war sie Abgeordnete der Regionalversammlung Nordhessen, als Abgeordnete im Landeswohlfahrtsverband Hessen und als Beisitzerin im Landesvorstand und Frauenpolitische Sprecherin der Grünen Hessen. Bei der Bundestagswahl 2017 wurde sie über die hessische Landesliste in den Deutschen Bundestag gewählt.
Im 19. Deutschen Bundestag war Hoffmann Obfrau des Parlamentarischen Beirats für nachhaltige Entwicklung. Zudem gehörte sie als ordentliches Mitglied dem Ausschuss für Umwelt, Naturschutz und nukleare Sicherheit an. Darüber hinaus war sie stellvertretendes Mitglied im Ausschuss für Gesundheit und im Ausschuss für Ernährung und Landwirtschaft.
Bei der Bundestagswahl 2021 wurde sie erneut in den Bundestag gewählt. Am 8. Dezember 2021 wurde sie zur Parlamentarischen Staatssekretärin bei der Bundesministerin für Umwelt, Naturschutz, nukleare Sicherheit und Verbraucherschutz, Steffi Lemke (Grüne), ernannt. Bei der Bundestagswahl 2025 trat sie nicht mehr an. Im Zuge der Bildung des Kabinetts Merz am 6. Mai 2025 schied sie aus dem Amt der Parlamentarischen Staatssekretärin aus.